# 이온 그룹

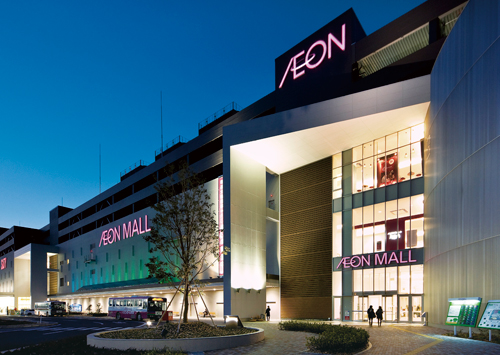
이온 몰 재팬

이온 그룹(일본어: イオングループ, 영어: ÆON Co., Ltd.)은 이온 리테일 주식회사를 중심으로 일본 및 해외 180여개 기업으로 구성된 대표적인 대기업 유통 기업 그룹이다. 주로 슈퍼마켓 "이온(AEON, イオン)" "맥스밸류(MaxValu, マックスバリュ)" 할인점 "더 빅(The BIG, ザ・ビッグ)" 쇼핑몰 "이온몰(AEON MALL, イオンモール)" 을 운영하고 밖에도 미니스톱과 레드캐비지, 쓰루하 홀딩스, 다이에, 유니드 등의 모사이다.